# Пеллицотти, Франко
Франко Пеллицотти (итал. Franco Pellizotti; UCI код: ITA19780115; род. 15 января 1978, Латизана, провинция Удине, Фриули-Венеция-Джулия, Италия) — итальянский профессиональный шоссейный велогонщик, горный специалист, выступающий за команду Liquigas.
Победитель трёх этапов Джиро д'Италия. На Тур де Франс 2009 стал победителем горной классификации, а также был признан самым агрессивным гонщиком гонки.
9 марта 2011 года отстранен на два года от гонок по решению Высшего спортивного арбитражного суда. Дисквалификация отсчитывается от 3 мая 2010 года — следовательно, к гонкам «Дельфин из Бибьоне» вернется в мае 2012 года. Однако его результаты аннулируются начиная с 7 мая 2009 года — таким образом, он лишается подиума на Джиро-2009 и гороховой майки Тур де Франс 2009. Плюс он должен уплатить штраф в 115 тыс. евро. После объявления решения о дисквалификации заявил об окончании спортивной карьеры.